# Ned Doig
John Edward Doig, detto Ned (Arbroath, 29 ottobre 1866 – Liverpool, 7 novembre 1919), è stato un calciatore scozzese, di ruolo portiere.

## Carriera
Doig fu uno dei migliori portieri della sua epoca. Giocò per molte stagioni nel Sunderland, con cui vinse la First Division inglese per quattro volte (1892, 1893, 1895 e 1902). Passò al Liverpool in Second Division e giocò da titolare per una stagione nella quale ottenne la promozione in massima serie prima di diventare il secondo di Sam Hardy.

## Palmarès

### Club

#### Competizioni nazionali
- Campionato inglese: 4

Sunderland: 1891-1892, 1892-1893, 1894-1895, 1901-1902
- Coppa d'Inghilterra: 1

Blackburn: 1889-1890